# Marc Nelson
Marc Nelson (Filadélfia, 23 de janeiro de 1971) é um cantor americano. Marc Nelson já fez parte do grupo músical Boyz II Men, mas ele deixou o grupo antes deles lançarem o primeiro álbum de estúdio. Após o lançamento do seu primeiro álbum, ele se destacou como compositor, ele já escreveu músicas para artistas como Toni Braxton e Brandy.

## Discografia
| Álbum          | Informação                                     | Certificação (RIAA) | Singles                                                          |
| -------------- | ---------------------------------------------- | ------------------- | ---------------------------------------------------------------- |
| I Want You     | - Lançado: 1991 - Gravadora: Capitol Records   | - Ouro              | - "I Want You" - "Count on Me"                                   |
| Chocolate Mood | - Lançado: 1999 - Gravadora: Columbia Records  | -                   | - "15 Minutes" - "Chocolate Mood" - "Lady in My Life"            |
| Marc: My Words | - Lançado: 2007 - Gravadora: Lyric Masters 911 | -                   | - "Just Say So" - "I Don't Wanna Be in Love" - "Be Glad Tonight" |